# 丹尼尔·夏弗朗
丹尼尔·夏弗朗（俄语：Даниил Шафран，羅馬化：Daniil Shafran，英文媒体常用的拼法：Daniel Shafran，1923年—1997年）是苏联及俄罗斯地位仅次于罗斯特罗波维奇的国际水准的大提琴大师，他和罗斯特罗波维奇构成了苏俄大提琴艺术的当代巅峰。然而，俄罗斯之外的音乐世界知道这个人的音乐爱好者不多，媒体对他也很少关注。
夏弗朗出生于1923年的圣彼得堡，父亲是列宁格勒爱乐乐团首席大提琴家，母亲是钢琴家。夏弗朗6岁开始学琴，后跟随施特利默深造。在他年仅14岁的时候，就夺得了全苏大提琴大赛的第一名。作为比赛奖品，他得到了一把制于1630年的阿玛蒂大提琴，这把琴比普通的大提琴略小些，却陪伴了他一生所有的音乐历程。虽然琴略小，可夏弗朗的发音相当辉煌有力，每个乐句都是典型的俄罗斯式的歌唱。
苏联作曲家卡巴列夫斯基的《第二大提琴协奏曲》就是题献给他的。除此以外，他曾与肖斯塔科维奇一起演奏过肖斯塔科维奇《大提琴奏鸣曲》，轰动一时。
夏弗朗的大提琴演奏深受俄罗斯著名芭蕾舞演员乌兰诺娃的影响，讲究意境的雕饰与连贯。夏弗朗的大提琴歌唱方式是独一无二的，深沉、充满质感、到了高音区却又散射着光明与活力，为大提琴艺术世界贡献了独特的美学观念。

## 外部連結
- 丹尼尔·夏弗朗的Discogs页面（英文）